# 普斯托什卡
56°20′N 29°22′E / 56.333°N 29.367°E
普斯托什卡（Пусто́шка）是俄羅斯普斯科夫州南部的一個城市，距普斯科夫東南191公里。2002年人口5,509人。
普斯托什卡於1901年建立，1925年正式建市。